# Bernard Lacombe
Bernard Lacombe (15. srpen 1952, Lyon – 17. června 2025) byl francouzský fotbalista. Nastupoval především na postu útočníka.
S francouzskou reprezentací vyhrál Mistrovství Evropy 1984, na šampionátu nastoupil ke čtyřem zápasům. Hrál rovněž na mistrovství světa v Argentině roku 1978 a ve Španělsku 1982. V národním týmu působil v letech 1973–1984 a odehrál 38 utkání, v nichž vstřelil 12 branek.
S Girondins Bordeaux se stal třikrát mistrem Francie (1983/84, 1984/85, 1986/87) a získal dvakrát francouzský pohár (1985/86, 1986/87). Ten zdvihl nad hlavu i v dresu Olympique Lyon (1972/73).